# کاسکین تک‌زی
کاسکین تک‌زی یا کاسکین سیاه تک‌زی (نام علمی: Cacicus solitarius) گونه‌ای از پرندگان تیرهٔ سیاه‌پرگان (Icteridae) است.
در آرژانتین، بولیوی، برزیل، کلمبیا، اکوادور، پاراگوئه، پرو ، اروگوئه و ونزوئلا یافت می‌شود. زیستگاه طبیعی آن جنگل‌های جلگه‌ای نمناک نیمه‌گرمسیری یا گرمسیری، باتلاق‌های نیمه‌گرمسیری یا گرمسیری و جنگل‌های پیشین به شدت دگرگون‌شده است. این پرنده نسبتاً معمولی با پراکنش بسیار گسترده است، بنابراین IUCN آن را به عنوان "گونه کمترین نگرانی " رتبه‌بندی کرده است.